# Miquel Fargas
Miquel Arcàngel Fargas i Roca (Castelltersol, Barcelona, 1858 - Barcelona, 1916) fue un médico y político español.

## Biografía
Fue catedrático de Obstetricia y ginecología de la Facultad de Medicina de la Universidad de Barcelona desde 1893. Fue también uno de los fundadores de la Unión Regionalista (1900) y de la Lliga Regionalista (1900), resultado de la fusión de la Unió Regionalista y el Centre Nacional Català, del que fue vicepresidente. En 1911 fue uno de los miembros fundadores de la Sección de Ciencias del Instituto de Estudios Catalanes, del que fue presidente hasta su muerte. En 1913 fue presidente del Primer Congreso de Médicos de Lengua Catalana. De 1914 a 1916 fue senador por la circunscripción de Barcelona.